# هرتلند ایرلاینز
هرتلند ایرلاینز (به انگلیسی: Heartland Airlines) یک شرکت هواپیمایی است که در تاریخ ۱۹۹۸ میلادی تأسیس شده است. دفتر مرکزی هرتلند ایرلاینز در دیتون، اوهایو، ایالات متحده آمریکا واقع شده‌است و قطب این شرکت هواپیمایی در فرودگاه بین‌المللی دیتون قرار دارد.